# Jakob Bidermann
Jakob Bidermann S.J. (* 1578 in Ehingen (Donau); † 20. August 1639 in Rom) war ein jesuitischer Dichter und Dramatiker des Barock.

## Leben
Schon im Alter von 8 Jahren wurde Bidermann 1586 im Augsburger Jesuitengymnasium aufgenommen, wo Matthäus Rader zu seinen Lehrern gehörte. Ab 1594 absolvierte er sein Noviziat in Landsberg und wurde hier 1596 in den Orden aufgenommen. Ende der neunziger Jahre studierte er in Ingolstadt Philosophie und Theologie und leitete gleichzeitig das dortige Schultheater. Seit 1600 wirkte er wieder in Augsburg unter dem Rektorat Raders. In dieser besonders produktiven Periode seines Schaffens entstanden einige seiner wichtigsten Werke. Auch sein Cenodoxus wurde hier 1602 uraufgeführt. 1603 kehrte er zu theologischen Studien nach Ingolstadt zurück.
1607 war er als Professor für Rhetorik und als Theaterleiter in München tätig. Von 1606 bis 1614 war er Lehrer am Jesuitenkolleg in München, wo sich ihm die Gelegenheit bot, seine eigenen lateinischen Dramen mit großem Aufwand an bühnentechnischen Neuerungen zu inszenieren. Ab 1615 wirkte er als Professor der Theologie und Philosophie in Dillingen. Im Jahre 1626 wurde er als Ordenstheologe und Bücherzensor seines Ordens nach Rom berufen, wo er 13 Jahre bis zu seinem Tod verblieb. Bidermann gilt als ein Hauptvertreter des barocken Jesuitendramas.

## Hintergrund
Als von Jakob Bidermann geschaffen gelten 12 zwischen 1602 und 1619 entstandene Stücke, die nicht alle bis heute erhalten sind. Der 1602 in Augsburg aufgeführte Cenodoxus gilt als das bekannteste. Es stellt ein Tendenzstück gegen den Geist des Renaissance-Humanismus und die Emanzipation des Individuums (1635 dt. von Joachim Meichel) dar. Bidermanns Dramen handeln unter anderem vom Aufstieg und Fall eines heidnischen Mimen zum christlichen Märtyrer (Philemon Martyr) oder über das Leben von vorbildlichen Eremiten (Macarius Romanus). Seine Werke enthalten stets die gleiche Botschaft, nämlich dass das wahre Heil in der Hinwendung zu Gott und der Abkehr von der Welt zu finden ist.
Zeitgenossen bezeichneten Bidermann größtenteils als einen neulateinischen Dichter der Lyrik und Epik und neben geistlicher Lyrik verfasste Bidermann auch Episteln, Novellen und Spruchdichtungen. Vor den von ihm verfassten Dramen lagen ein Herodes-Epos, Heldenbriefe und satirische Prosastücke mit dem Titel Utopia im Druck vor. Erst 1666 erschien eine Sammlung seiner Stücke. Fast Ausnahmslos sind die Werke von Jakob Bidemann abgefasst in Latein und als sich das Deutsche später zu einer literaturfähigen Sprache entwickelt hatte, versperrte grade dies einer Rezeption der Dichtungen Biedermanns den Weg. Daher ist sein bekanntestes Werk, die Cenodoxus, bis heute in der zeitgenössischen Übersetzung bekannter als im lateinischen Original.

## Werke
- Cosmarchia oder Welt-Herrschaft, 1617
- Epigrammatvm libri tres, Dillingen 1620 (Digitalisat der Ausgabe Paris 1621)
- Himmel-Glöcklein (Herausgeberschaft), Augsburg 1621
- Herodiados libri tres, Dillingen 1622 (Digitalisat)
- Heroum Epistolae, Antwerpen 1630 (Digitalisat der Ausgabe München 1634)
- Heroidum Epistolae, Rom 1638 (Digitalisat der Ausgabe Dillingen 1642)
- Utopia, Dillingen 1640
- Silvulae hendecasyllaborum. Libri tres, Luzern 1647 (Digitalisat)
- Ludi theatrales sacri, München 1666, enthält u. a. den Erstdruck des Cenodoxus sowie Cosmarchia Sive Mvndi Respvblica (Digitalisat)

## Textausgaben und Übersetzungen
- Cenodoxus. Deutsche Übersetzung von Joachim Meichel (1635). Hrsg. von Rolf Tarot. (= UB 8958). Reclam, Stuttgart 2000, ISBN 978-3-15-008958-3
- Cenodoxus Comico-Tragoedia. Aus dem Lateinischen übersetzt und kommentiert von Christian Sinn. Edition Isele, Konstanz u. a. 2004, ISBN 3-86142-305-7 (Bibliotheca Suevica 10).
- Christlicher Kosmos. 100 Epigramme. Lateinisch-deutsch. Ausgewählt und übersetzt von Wilfried Schouwink. Edition Isele, Eggingen 2004, ISBN 3-86142-292-1 (Bibliotheca Suevica 8).
- Cosmarchia sive mundi respublica. Desumpta ex parabolâ Barlaami, quam Josaphato dedit in exemplum de bonis in caelum praemittendis. Aus dem Lateinischen übersetzt von Christian Sinn. Edition Isele, Konstanz u. a. 2002, ISBN 3-86142-259-X (Bibliotheca Suevica 1).
- Heroides: Frauen-Briefe. Edition Isele, Konstanz 2005, ISBN 3-86142-371-5 (Nachdruck der Ausgabe Dillingen 1642 mit deutscher Übersetzung von Christian Sinn)
- Himmelglöcklein. Das ist: catholische auserlesene geistliche Gesäng auff alle Zeit des Jahrs. Nachdruck der 3. Ausgabe Dillingen, Sermodus, 1627. Herausgegeben von Wolfgang Schürle. Konrad, Weißenhorn 2000, ISBN 3-87437-447-5 (Alb und Donau, Kunst und Kultur 27).
- Margrit Schuster (Hrsg.): Jakob Bidermanns „Utopia“. Edition mit Übersetzung und Monographie. Nebst vergleichenden Studien zum beigedruckten Plagiat des Christoph Andreas Hörl von Wattersdorf („Bacchusia oder Fassnacht-Land ...“). Lang, Bern u. a. 1977, ISBN 3-261-03441-6 (Europäische Hochschulschriften. Reihe 1: Deutsche Sprache und Literatur 794), (Zugleich: Zürich, Univ., Diss., 1977).